# Katsumi Oenoki
Katsumi Oenoki (大榎 克己, Oenoki Katsumi) est un footballeur japonais né le 3 avril 1965 dans la préfecture de Shizuoka au Japon.